# Seznam českých seriálů s různými verzemi
Tento seznam shromažďuje české televizní seriály, které mají více verzí. Buď jsou sestříhané do jiného počtu dílů, nebo mají přetočený alespoň jeden díl a podobně.
Nejsou uvedeny seriály, u kterých byly jen některé epizody sloučeny do dvojdílu a současně existují samostatně. Také nejsou uvedeny povídkové cykly typu Bakaláři, u kterých existuje i pozdější cyklus s výběrem tematicky příbuzných nebo těch nejlepších příběhů. 
Seriály, které mají filmovou verzi, najdete v přehledu Seznam filmových sestřihů televizních seriálů a seriálových sestřihů filmů.
| Seriál                                                                          | Rozdílné verze |
| ------------------------------------------------------------------------------- | --- |
| Ať žijí rytíři!                                                                 | - 7 dílů po 56–58 minutách, premiéra 8. ledna až 19. února 2010 - 14 dílů po 28 minutách, premiéra 27. dubna až 27. července 2014 - film, 105 minut, premiéra 8. října 2009                                                                                                 |
| Byl jednou jeden dům                                                            | - původní 5. díl - přetočený 5. díl |
| Cirkus Bukowsky                                                                 | - původní pilot - přetočený 1. díl |
| F. L. Věk                                                                       | - 12 dílů - 13 dílů |
| Hříchy pro pátera Knoxe                                                         | - živá verze - bez živých vstupů |
| Hříchy pro diváky detektivek                                                    | - živá verze - bez živých vstupů |
| Chalupáři                                                                       | - s Matuškou - bez Matušky |
| Chobotnice z II. patra                                                          | - 4 díly - 10 dílů - 2 filmy |
| Kapitán Exner                                                                   | - 12 dílů, 55–56 minut (premiéra 2017) – šest případů, každý zabírá dva díly - 6 dílů, 80 minut (premiéra 2019) – stejných šest případů, každý zabírá jeden díl, stopáž zkrácená                                                                                            |
| Lékárníkových holka                                                             | - 7 dílů, 25–29 minut (premiéra 1996) - 3 díly, 49–69 minut (premiéra 2012) |
| Létající Čestmír                                                                | - 6 dílů - 11 dílů - 12 dílů |
| Návštěvníci                                                                     | - 15 dílů, akademik Filip, premiéra 5. listopadu 1983 až 4. února 1984 - 7 dílů, akademik Filip, premiéra 31. března až 10. května 1986 - 15 dílů, akademik Richard, premiéra 13. září až 20. prosince 2000 - 7 dílů, akademik Richard, premiéra 5. ledna až 16. února 1994 |
| Nemocnice na kraji města                                                        | - Höger - Chudík |
| Osudy dobrého vojáka Švejka (1954–1955) Osudy dobrého vojáka Švejka (1986–1988) | - třídílný loutkový seriál s komentářem Jana Wericha - devítidílný loutkový seriál s namluvenými postavami, Švejka mluví Petr Haničinec, pro tři díly využívá záběry z třídílného seriálu                                                                                   |
| Píseň pro Rudolfa III.                                                          | - původní 6. díl - ztracený 6. díl - původní zdánlivě ztracený a nikdy nevysílaný 9. díl - nově nalezený 9. díl dodabovaný kvůli chybějící zvukové stopě |
| Policie Modrava                                                                 | - původní pilotní díl - mírně upravený 1. díl |
| Postel s nebesy                                                                 | - původní 4dílná nesestříhaná verze vytvořená roku 1980, premiéra až v roce 2010 - cenzurovaná sestříhaná 3dílná verze, premiéra v roce 1984 |
| Povídky malostranské                                                            | - 6 dílů – povídky samostatně - 3 díly – povídky po dvojicích |
| Přízraky mezi námi                                                              | - 7 dílů, 53–56 minut (premiéra 2000) - 14 dílů, 27–28 minut (premiéra 2008) |
| Ranč U Zelené sedmy                                                             | - 21 dílů - 42 dílů |
| Rodáci                                                                          | - 13 dílů - 22 dílů |
| Rozpaky kuchaře Svatopluka                                                      | - původní živá verze - reprízová živá verze - DVD verze |
| Single Lady                                                                     | - 20 dílů - 10 dílů |
| Single Man                                                                      | - 8 dílů - 4 díly |
| Špačkovi v síti času                                                            | - 16 dílů - 8 dílů |
| Taková normální rodinka                                                         | - 2. díl s Landovským - 2. díl s Moučkou |
| Vetřelci a lovci                                                                | - 2. díl s Armypolem - 2. díl předabovaný a upravený |